# Cristina García Rodero

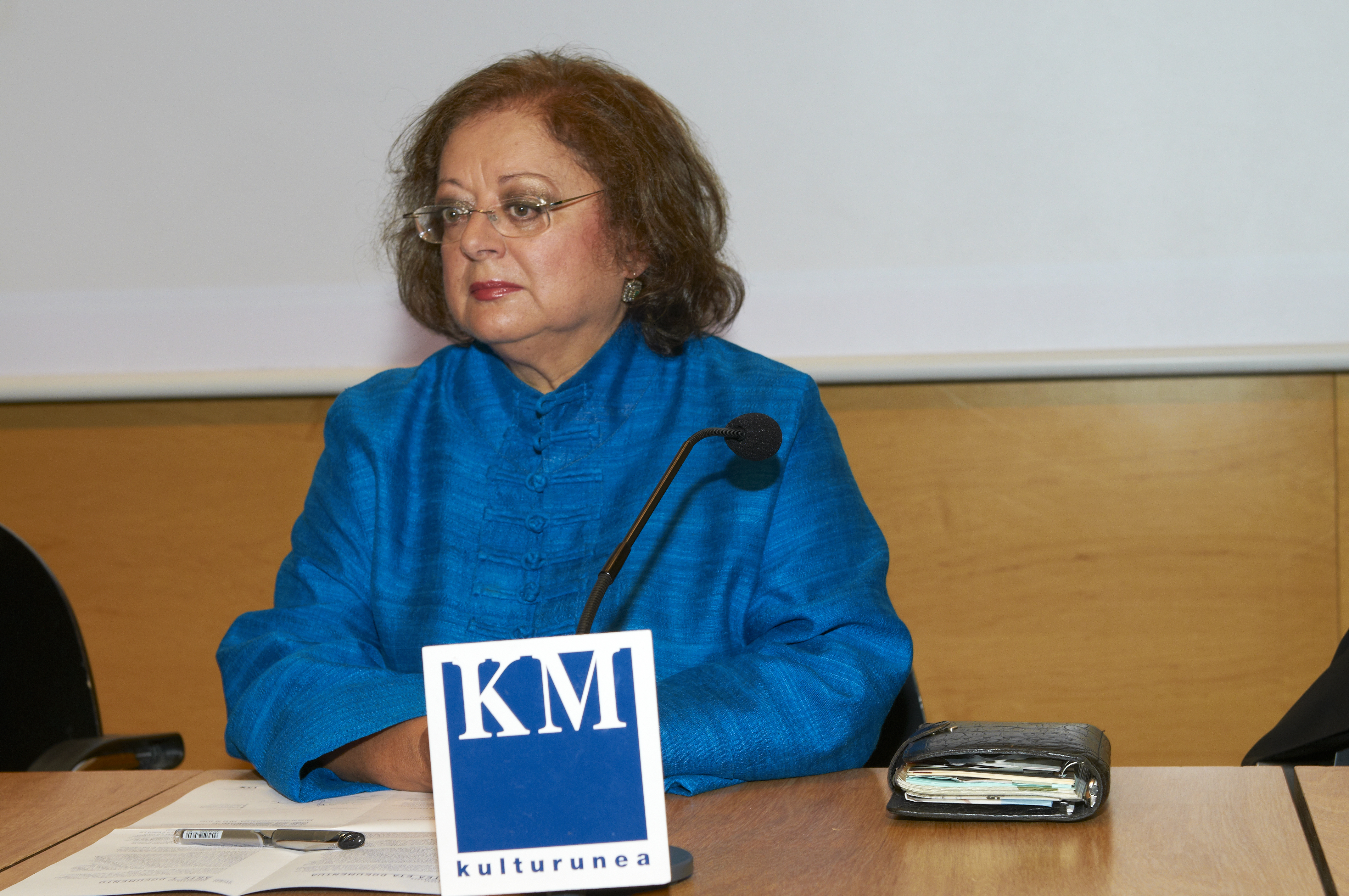
Cristina García Rodero (2011)

Cristina García Rodero (geboren am 14. Oktober 1949 in Puertollano) ist eine spanische Fotografin. Bekannt wurde sie durch ihre Fotografien von traditionellem und aktuellem spanischen Volksbrauchtum. Ihre Arbeit konzentrierte sich zunächst auf das ländliche Spanien, was sich in ihrem Hauptwerk  España oculta von 1989 niederschlägt. Spätere Arbeiten behandelten auch andere Länder, beispielsweise Indien und Haiti. Sie ist Mitglied der Real Academia de Bellas Artes de San Fernando und die erste spanische Person, die Mitglied der Bildagentur Magnum wurde.

## Biografie
Nach dem Abschluss ihres Kunststudiums an der Universidad Complutense in Madrid unterrichtete sie ab 1974 künstlerisches Zeichnen an der madrilenischen Escuela de Artes y Oficios. Von 1983 bis 2005 unterrichtete sie Fotografie an der Kunstfakultät der Universidad Complutense. Ihre Lehrtätigkeit verband sie mit intensiver fotografischer Arbeit und Veröffentlichungen in zahlreichen spanischen und ausländischen Zeitungen und Zeitschriften, darunter El Mundo, El País semanal, La Vanguardia, Libération, Le Monde, Le Figaro Magazine, Frankfurter Allgemeine Magazín, Corriere della Sera, GEO, Vogue, Life Magazine, Los Angeles Times Magazine. 2005 trat sie als erste Person spanischer Nationalität der Agentur Magnum bei.
Im Jahr 2013 wurde sie als ordentliches Mitglied auf den Sitz für Neue Bildkunst der Real Academia de Bellas Artes de San Fernando berufen. In dieser Position wurde sie Nachfolgerin von Luis García Berlanga.
2023 erschien ein Dokumentarfilm über sie: Cristina García Rodero: La mirada oculta, von Carlota Nelson.

## Künstlerisches Werk
Cristina García Roderos erste Arbeiten erschienen Ende der 1960er Jahre bei Hochschul-Wettbewerben. 1973 setzte sie sich zur Aufgabe, Bräuche und Feste in ganz Spanien zu fotografieren. Dazu wurde sie mit einem Stipendium der Fundación Juan March unterstützt. Später schuf sie Fotoserien über Traditionen in anderen Ländern.
Zu ihren Forschungen in Europa gehört das wichtigste orthodoxe Fest in Polen, wo dieses Bekenntnis nur ein Prozent der Gläubigen ausmacht: Im Juni pilgern Gläubige zum Berg Grabarka, um dort eine Vigil abzuhalten. Das Fest ist Gegenstand ihres Buches  des Buches Grabarka, o monte das 600 cruces. Unha peregrinación ortodoxa en Polonia von 2000. Sie dokumentierte auch Bräuche und menschliche Tragödien in Portugal, Griechenland, dem Kosovo und Makedonien.
Ein weiterer Schwerpunkt ihres Interesses war Amerika. Ihr Buch Ojos de agua, María Lionza handelt von einer archaischen Gottheit, deren Anhänger indigene Riten wiederbeleben und mit afrikanischen und christlichen Elemente vereinigen. Dazu wird ein großes Fest wird im Oktober in Venezuela auf dem Berg Yaracui gefeiert. In Haiti pilgern Gläubige im Juli in die Laguna del Norte zur Feier zu Ehren des Apostels Jakobus. Der Ritus ist dem Kult von Iwa Ogou, der indigenen Gottheit des Krieges, angeglichen und verbindet afrikanische Elemente wie den Voodoo mit katholischer Liturgie. Auch der Tag der Toten in Port-au-Prince und andere Zeremonien in Haiti wurden zu Motiven ihrer Fotografie. Sie beschäftigte sich auch mit der Santería auf Kuba und den Pilgerfahrten zu Ehren des Wunderheilers Niño Fidencio, der noch immer Anhänger in ganz Mexiko hat.
In Indien und Nepal fotografierte sie das Holi-Fest, mit dem der Hinduismus die Ankunft des Frühlings feiert. Dieses Fest, mythologisch mit Vishnu und Krishna verbunden, begrüßt nicht nur den Wechsel der Jahreszeiten, sondern dient auch dazu, sich von Fehlern und Sünden zu befreien, zu vergeben und vergeben zu lassen. In Afrika erkundete sie das Mönchtum in Lalibela, der heiligen Stätte Äthiopiens. 2007 porträtierte sie das Burning Man Festival in Nevada und das Festival von Benicàssim.
Sie sieht sich nicht als Fotojournalistin. Ihre Fotografie behandele persönlichere Aspekte, so sie selbst in einem Interview im Dezember 2020:

«No me considero fotoperiodista porque no estudié periodismo. Siempre digo que la actualidad, la prensa y yo, a veces coincidimos, pero mi mentalidad no es principalmente la de una periodista. Estudié Bellas Artes, y es más la mentalidad de una creadora; más que hablar de la actualidad yo lo que quiero es hablar de cosas que no tienen ni tiempo ni fin: del día a día con las particularidades de las zonas geográficas donde me muevo. Hablar de la vida, no tanto en la noticia. Muchas veces, los sucesos de actualidad que inciden en la vida de las personas son un eje de atención para mí, pero en especial quiero hablar de los momentos extraordinarios: sus festividades, sus bodas, sus ritos de la vida, sus ritos religiosos, sus fiestas de disfrute.»

„Ich betrachte mich nicht als Fotojournalistin, denn Journalismus habe ich nicht studiert. Ich sage immer, dass das Zeitgeschehen, die Presse und ich manchmal übereinstimmen, aber meine Einstellung ist nicht vorrangig die einer Journalistin. Ich habe Kunst studiert, meine Mentalität ist eher die einer Schöpferin. Statt über das aktuelle Geschehen möchte ich über Dinge sprechen, die weder Zeit noch Ende haben: den Alltag mit den Besonderheiten der geografischen Gebiete, in denen ich mich bewege. Ich möchte über das Leben sprechen, nicht so sehr über die Nachrichten. Oft stehen aktuelle Ereignisse, die in das Leben der Menschen einwirken, im Fokus meiner Aufmerksamkeit, aber ich möchte speziell über außergewöhnliche Momente sprechen: ihre Feste, ihre Hochzeiten, ihre Riten des Lebens und der Religion und ihre Vergnügungsfeste.“

## Ausstellungen

### Museen und Institutionen
Ihr Werk ist in einer Reihe von Museen und Institutionen ausgestellt, darunter:
- In Madrid im Museo Reina Sofía, bei der Fundación Banesto und im Centro de Arte de Alcobendas.[5]
- Im übrigen Spanien im Instituto Valenciano de Arte Moderno (IVAM) in Valencia, im Museo de Arte Contemporáneo de Castilla y León (MUSAC) in León und im Museo de las Peregrinaciones in Santiago de Compostela.[5]
- In den Vereinigten Staaten im Museum of Fine Arts, Houston, im J. Paul Getty Museum in Los Angeles, im Seattle Art Museum, im Meadows Museum in Dallas, im Center for Creative Photography in Tucson, im George Eastman House in Rochester sowie im International Center of Photography und beim W. Eugene Smith Memorial Fund, beide in New York City.[5]
- Weltweit im Museo de Bellas Artes de Caracas, im Centro Portugués de la Fotografía in Porto, in der Collection de l’Imagerie in Trégor und in der Maison Européenne de la Photographie sowie der Fondacion Sélect, beide in Lausanne.[5]

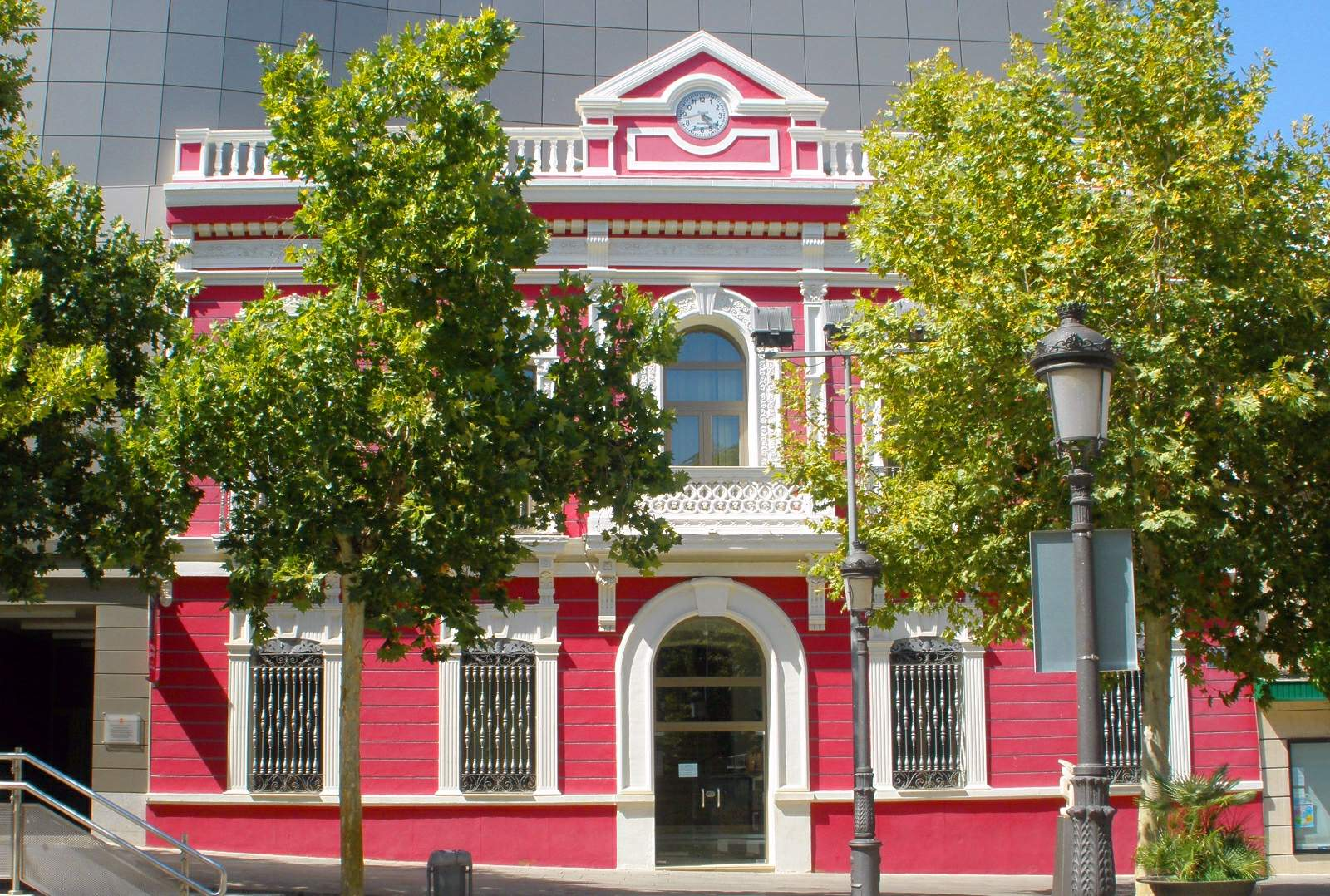
Museo Cristina García Rodero in Puertollano

2018 eröffnete in ihrer Heimatstadt Puertollano das Museo Cristina García Rodero. Es beherbergt einen großen Teil ihres Werks und ist gleichzeitig das einzige Museum in Spanien, das ausschließlich der Fotografie gewidmet ist. Es befindet sich im Haus des ehemaligen Stadtmuseums, das zwischen 1920 und 1972 als Rathaus diente und 1992 als Kulturraum wiederhergestellt wurde. Es dient als Zentrum für Fotografie für die gesamte Region Kastilien-La Mancha und hat in diesem erweiterten Sinne die Aufgabe, die Erforschung und Entwicklung der Fotografie zu unterstützen.

### Temporäre Ausstellungen
Cristina García Rodero präsentierte ihre Fotografien auf zahlreichen Gemeinschafts- und Einzelausstellungen. 1976 war sie bei der Stipendiaten-Ausstellung der Fundación Juan March vertreten. Ihre erste Einzelausstellung mit dem Titel Fiestas Tradicionales en España war 1984 in Mexiko-Stadt. Die Fotos ihres Hauptwerk España oculta wurden auf Ausstellungen im Museo Reina Sofía in Madrid, in der Photographers’ Gallery in London, bei der Photokina in Köln, auf der Diaframma in Mailand und beim Fotofest'90 in Houston gezeigt; des Weiteren im Münchner Stadtmuseum, im Museo de Bellas Artes in Caracas, im Museo Álvarez Bravo in Oaxaca, im Médiathèque Centre Jean Renoir in Dieppe sowie in Arles, Carcassonne und Braga.
Auch ihr oben erwähntes Werk über den Berg Grabarka war Gegenstand einer Ausstellungsserie in zahlreichen Museen weltweit. Weitere Einzelausstellungen waren unter anderem:
- Pratiques Religieuses en Pays Mèditerranéens 1985 in Montpellier,[6]
- Old World, New World 1991 in Seattle,[6]
- Europa: Fiestas y Ritos 1992 in Madrid,[6]
- Eye of Spain, 2000, im Meadows Museum in Dallas,[6]
- Cristina García Rodero. Historia de una pasión, 2000 in Madrid,[6]
- Lo Festivo y lo Sagrado 2001, Aquaria 2002 und Américas 2003, alle in Madrid.[6]

## Veröffentlichungen
- España oculta. Lunwerg ediciones, Barcelona, 1989, ISBN 84-7782-779-6.
- Grabarka, o monte das 600 cruces: unha peregrinación ortodoxa en Polonia. Xunta de Galicia, Santiago de Compostela 2000, ISBN 84-453-2846-8.
- Lo Festivo y lo Sagrado. Consejería de Cultura de la Comunidad de Madrid, Madrid 2001.
- Cristina García Rodero. La Fábrica, Madrid 2004, ISBN 84-95471-92-2.
- A peregrinación a Santiago en Haití. Xunta de Galicia, Santiago de Compostela, 2004 ISBN 84-453-3832-3.
- Benicàssim. El Festival. ACTAR, Barcelona, 2007, ISBN 978-84-96954-27-4.
- Trastempo. La Fábrica, Madrid 2010, ISBN 978-84-453-4956-4.

## Auszeichnungen
- 1985 Premio Planeta de Fotografía.[16]
- 1988: Premio Mejor Fotógrafo del Año der Zeitschrift Foto Profesional.[17]
- 1989: Auszeichnung ihres Buches España oculta als bestes Fotobuch bei den Recontres Internationales de la Photographie in Arles.[18]
- 1989: Eugene Smith Foundation Prize, New York City.[19]
- 1990: Dr.-Erich-Salomon-Preis, Deutsche Gesellschaft für Photographie.[20]
- 1993: World Press Photo award.[13]
- 1995: Premio Kaulak de Fotografía der Stadt Madrid.[21]
- 1996: Premio Nacional de Fotografía des Kultur-Ministeriums.[13]
- 1996: Premio Olorum Iberoamericano de Fotografía, Havanna.[22]
- 1997: Premio FotoGranPrix, Barcelona.[22]
- 1997: Zweiter Preis Fotopress ’97, Fundación La Caixa, Barcelona.[22]
- 2000: Premio Bartolomé Ros, PhotoEspaña 2000, Madrid.[22]
- 2001: Premio Godó de Fotoperiodismo 2000, Fundación Conde de Barcelona.[22]
- 2005: Goldene Verdienstmedaille für Schöne Künste.[22]
- 2006: Premio de Cultura der Autonomen Gemeinschaft Madrid.[22]
- 2007: Premio Alfonso Sánchez García.[23]
- 2011: Premio Internacional de Fotografía der Stadt Alcobendas.[24]
- 2014: Goldene Verdienstmedaille für Arbeit.[25]
- 2017: Premio PHotoEspaña.[26]
- 2018: Erste Frau, die als Ehrendoktorin der Universidad de Castilla-La Mancha ausgezeichnet wurde.[27]
- 2019: Akademisches Ehrenmitglied der Real Academia Galega de Belas Artes.[28]
- 2020: Premio El Ojo Crítico 2020.[2]
- 2023: Premio Nebrija Crea de Artes Visuales.[29]
- 2023: Spezialpreis für das künstlerische Gesamtwerk bei der internationalen Kinowoche in Valladolid.[30]
- 2024: Ehrenpreis der Fakultät für Geisteswissenschaften in Albacete der Universidad Castilla-La Mancha.[31]
- 2024: Premio de Periodismo Ortega y Gasset für ihr Lebenswerk.[32]

## Bibliografie
- José Manuel Caballero Bonald: España, fiesta y ritos. Lunwerg, Barcelona 1992, ISBN 84-7782-278-6 (spanisch).
- Julio Llamazares: Cristina García Rodero: historia de una pasión. La Fábrica, Madrid 2000, ISBN 84-95471-13-2 (spanisch).